# Luca Zanimacchia
Luca Zanimacchia (Milán, 19 de julio de 1998) es un futbolista italiano que juega de centrocampista en el Modena F. C. de la Serie B.

## Trayectoria

### Inicios
Comenzó su carrera en las juveniles del F. C. Legnano Salus. El 19 de julio de 2015 pasó al Genoa C. F. C. Primavera. También entrena con el primer del Genoa.
En agosto de 2018 fue enviado a préstamo a la Juventus sub-23 de la Serie C. Fue contratado por el equipo de Turín al término de la temporada 2018-19. Tras esta temporada el club turinés hizo efectiva la opción de compra del jugador. Durante la temporada 2019-20 jugó 25 partidos y anotó 4 goles. 
El 29 de julio de 2020, con el dorsal 46 a la espalda, hizo su debut con el primer equipo de la Juventus frente al Cagliari. Tres días después disputó su primer partido como titular contra la Roma, así que disputó dos partidos con el primer equipo tras el confinamiento.
El 23 de agosto de 2020 se confirmó su llegada al Real Zaragoza de la Segunda División de España, cedido por la Juventus de Turín para disputar la temporada 2020-21. El curso siguiente volvió a ser prestado, marchándose esta vez a la U. S. Cremonese. En julio de 2022 ambos clubes acordaron extender la cesión un año más. Este lo terminó, también a préstamo, en el Parma Calcio 1913.
En la temporada 2024-25 consiguió, con la U. S. Cremonese, ascender a la Serie A. Sin embargo, no continuó en el club ya que en agosto fue cedido al Modena F. C.

## Clubes
| Club                       | País   | Año       |
| -------------------------- | ------ | --------- |
| Genoa C. F. C. Primavera   | Italia | 2016-2018 |
| Genoa C. F. C.             | Italia | 2018      |
| Juventus F. C. sub-23      | Italia | 2018-2020 |
| Juventus de Turín          | Italia | 2020-2023 |
| Real Zaragoza (cedido)     | España | 2020-2021 |
| U. S. Cremonese (cedido)   | Italia | 2021-2023 |
| U. S. Cremonese            | Italia | 2023-     |
| Parma Calcio 1913 (cedido) | Italia | 2023      |
| Modena F. C. (cedido)      | Italia | 2025-     |